# Cantavieja
Cantavieja es un municipio y localidad española de la provincia de Teruel, en la comunidad autónoma de Aragón. Tiene una población de 729 habitantes (INE 2020). Además del núcleo urbano homónimo, comprende las entidades de población de Casas de San Juan, Solana, Umbría y Vega.

## Geografía

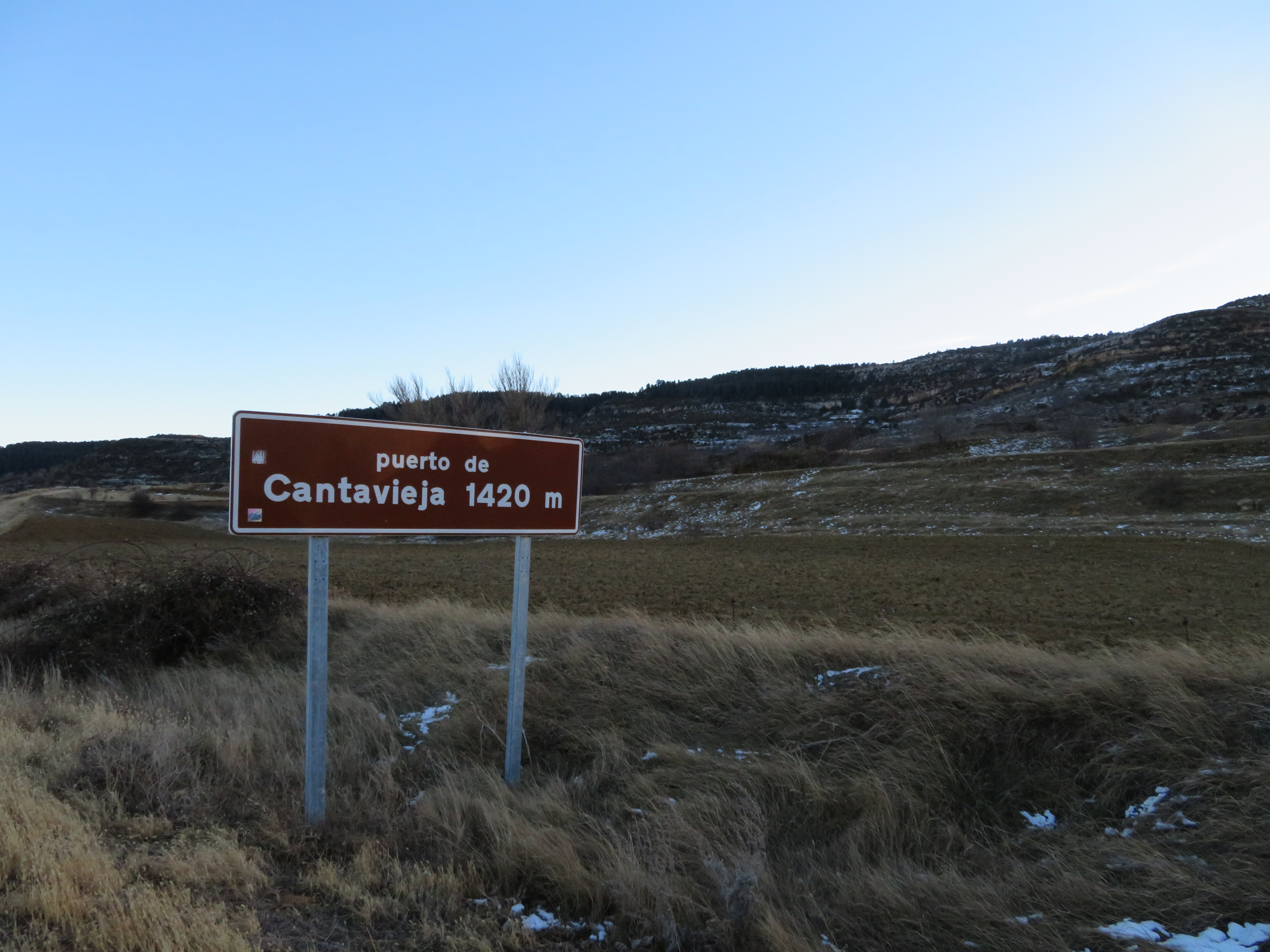
Puerto de Cantavieja, puerto de montaña a 1420 metros de altura.

Cantavieja está situada en el sistema Ibérico, junto al río Cantavieja, próxima al límite con la provincia de Castellón. Capital tradicional del Alto Maestrazgo, hoy es la capital administrativa de la comarca turolense del Maestrazgo. Está enclavada a 1290 m sobre el nivel del mar en un paisaje abrupto con grandes barrancadas de gran valor paisajístico. Su término municipal está dividido en cuatro partidas, que cuenta con numerosas masías, de las cuales unas 125 están habitadas. Las masías constituían una forma de poder explotar su extenso término.
Su temperatura media anual es de 9 °C y su precipitación anual de 670 mm.

## Prehistoria y arqueología
En Cantavieja se localizan dos muestras de pintura rupestre: el Cerradico Casa Granja y la Masía del Tosco. Son cuevas con grabados rupestres, pocetas y cubetas con cazoletas y canalillos cruciformes.
En la Cueva de los Toros, abrigo situado a 1000 m de altitud, se han llevado a cabo campañas de excavaciones en 1984 y 2004. En la secuencia estratigráfica aparecieron, en un primer nivel, cubetas circulares —posiblemente hogares— cuya datación es neolítica de hace unos 5880 años. En un segundo nivel se encontraron raspadores sobre lámina, algunos buriles y un relativamente importante lote de laminitas y puntitas de dorso, material que se ha adscrito al magdaleniense. Un tercer nivel, cuya datación es de hace aproximadamente 35 000 años, corresponde a un musteriense relativamente tardío. Esta última datación tiene especial relevancia ya que indica la pervivencia de Homo neanderthalensis en el Maestrazgo turolense en momentos tardíos, quienes coexistirían con los primeros humanos modernos (Homo sapiens) en la península ibérica.

## Historia
De acuerdo a la leyenda, Cantavieja fue fundada por Amílcar Barca, quien llamó al lugar Cartago Vetus.

### Edad Media
En la Edad Media, Cantavieja fue enclave musulmán hasta la conquista cristiana en 1169 por parte de Alfonso II de Aragón e, inicialmente, fue donada a la Orden del Santo Redentor. En 1197 ya estaba formada la encomienda, siendo su primer comendador Miguel de Luna. Durante la Baja Edad Media, Cantavieja fue cabeza de la Baylía de Cantavieja, siendo cedida el 29 de noviembre de 1212 a los caballeros templarios. Recibió su Carta Puebla de manos del maestro provincial, Folch de Montpesat, en abril de 1225. Su último comendador fue Ramón de Galliner, en 1307, y al año siguiente fue asediada varios meses hasta su rendición al ser anulada la Orden. El historiador Jerónimo Zurita, en sus Anales de la Corona de Aragón, así lo refiere: «fue contra el castillo de Cantavieja y contra los castillos que estaban en aquella comarca un caballero de mucho uso y noticia de las cosas de la guerra que se llamaba Berenguer de Tobía y tuvo muchos días cercado el castillo; y al fin se rindieron y se les ocuparon todas sus fortalezas y rentas y se secrestaron y pusieron en poder de los oficiales reales; y las personas se pusieron en prisión en diversos lugares y castillos del reino».
En 1317, la villa pasó a ser posesión de la Orden de San Juan de Jerusalén tras la desaparición de la Orden del Temple, ya que todos los lugares y bienes de los templarios en Aragón fueron unidos e incorporados a la Orden de San Juan, saliendo ésta muy acrecentada y enriquecida. La encomienda sanjuanista estaba formada, además de por Cantavieja, por Mirambel, La Iglesuela, Villarluengo, La Cañada, La Cuba y Tronchón.

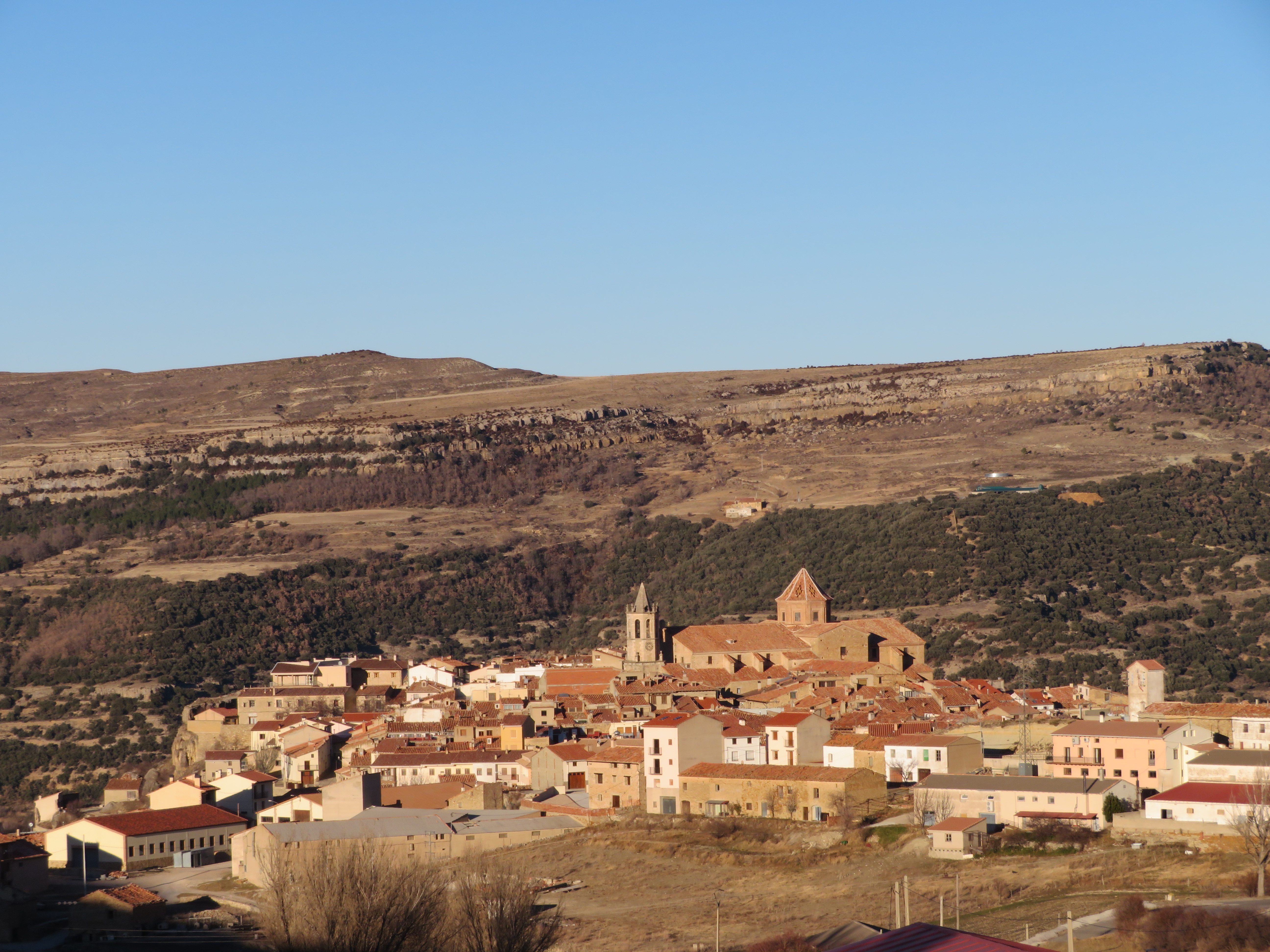
Vista general

### Edades Moderna y Contemporánea
El comercio de lana y la ganadería hicieron que durante el siglo XVIII Cantavieja prosperara económicamente. Son de este siglo algunos de los principales edificios que se conservan, como la ermita de Loreto (1700) y el Hospital de San Roque (1775). Asimismo, en 1745 se amplió la iglesia parroquial de la Asunción.
La villa siguió dependiendo de la Orden del Hospital hasta el siglo XIX, cuando con las desamortizaciones se crearon los ayuntamientos. Cantavieja se constituyó como ayuntamiento en 1834, formando parte del partido judicial de Castellote, para incorporarse en 1965 al partido judicial de Alcañiz.

### Guerras Carlistas

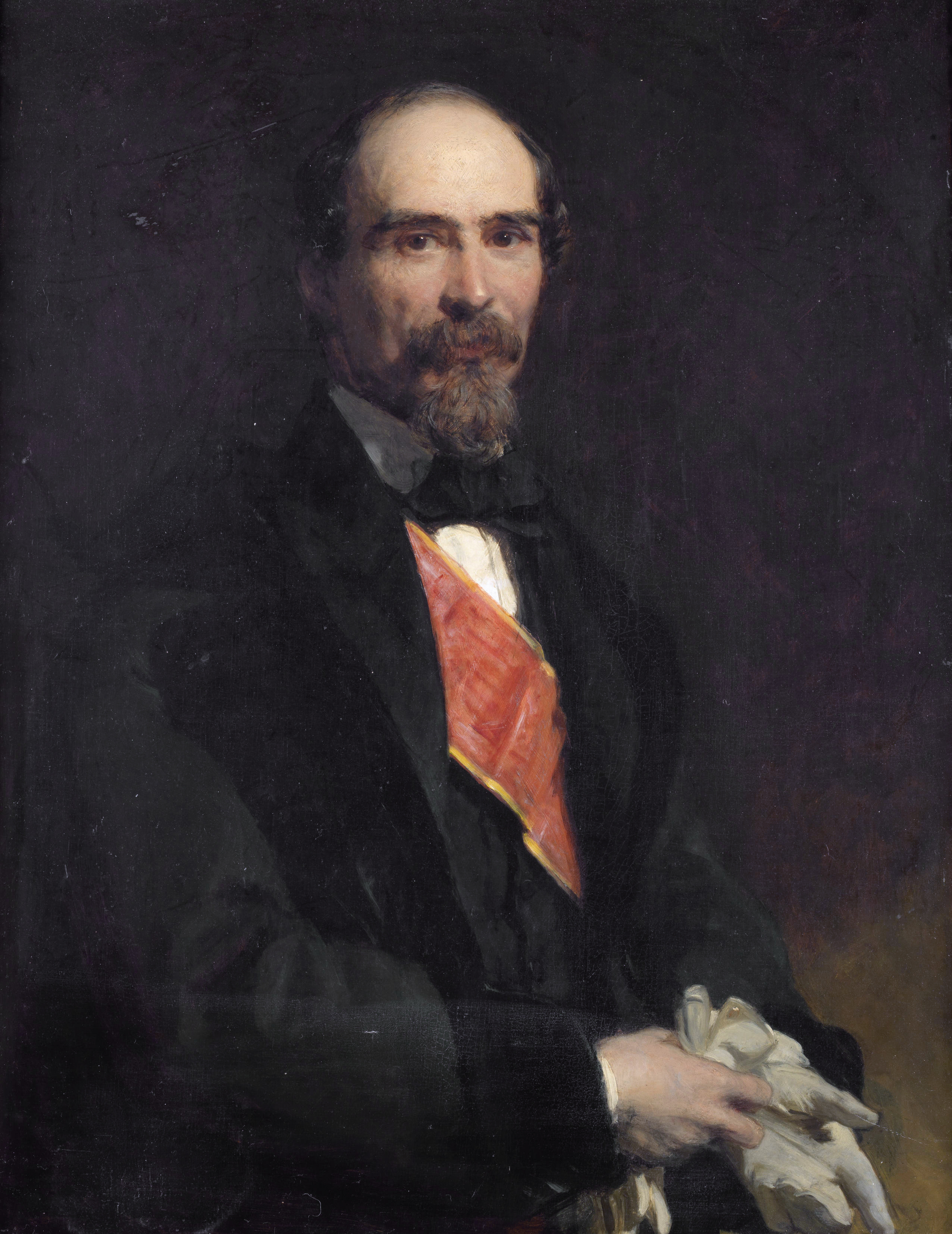
Retrato del general carlista Cabrera, que en 1836 convirtió a Cantavieja en su cuartel general

Especial trascendencia en la localidad tuvieron las Guerras Carlistas. Aunque inicialmente en Cantavieja se habían resistido a las exigencias de los carlistas, a medida que fueron conscientes de su soledad frente a ellos —ya que el gobierno muy poco podía hacer para defenderles—, adoptaron una posición más pragmática que minimizaba los riesgos de la guerra para los vecinos. Así, en abril de 1836, durante la Primera Guerra Carlista, el general Ramón Cabrera, apodado el Tigre del Maestrazgo, la convirtió en la capital de la Comandancia General del Maestrazgo.
Buenaventura de Córdoba, historiador del siglo XIX, describe en aquella época a Cantavieja como «una villa de Aragón, situada en terreno montuoso... cercada de antiguas murallas, y cuya población no baja de 2000 habitantes. Si el enemigo fortificaba esta villa, fácil le era sujetar las inmediatas y estrechar la línea carlista. Los batallones de Cabrera recibían cada día nuevos refuerzos, y la misma juventud, que miraba con tanta repugnancia el servicio de las armas cuando el gobierno de la Reina hacia un llamamiento para el reemplazo del ejército, alistábase voluntariamente en las filas realistas animada de un mismo espíritu y sentimiento».
Por ello, se acometieron mejoras en las fortificaciones de la villa y se crearon una academia para la formación de oficiales, dos hospitales y una fundición de la que salieron los dos primeros cañones para el ejército carlista.
Aprovechando la ausencia de Cabrera y otros jefes rebeldes, el general cristino Evaristo San Miguel intentó dar un golpe al cuartel general del carlismo en el Maestrazgo y comenzó los preparativos para el sitio de Cantavieja (octubre de 1836); comenzado el asedio, los defensores abandonaron la plaza sin apenas resistencia.
Con el fin de reconstruir la confianza perdida, la reconquista de Cantavieja era un elemento primordial para los carlistas. La operación corrió a cargo de Juan Cabañero, quien consiguió apoderarse de la plaza en abril de 1837. A partir de ahí, se reforzó la importancia de la villa, instalándose en ella una imprenta, talleres de vestuario y fábricas de pólvora. Incluso volvió a imprimirse un periódico en la población, denominado Boletín del Ejército Real de Aragón, Valencia y Murcia. El 24 de julio de ese mismo año, Carlos María Isidro de Borbón visitó Cantavieja, siendo recibido con todos los honores. Ya en 1838, el 7 de marzo hicieron su entrada en la localidad las tropas carlistas que, al mando de Cabañero, habían sido derrotadas en su intento de ocupar Zaragoza, suceso posteriormente conocido como la «cincomarzada».
El pacto en el frente del norte entre Espartero y Rafael Maroto —el abrazo de Vergara— permitió a los gubernamentales destinar todos sus recursos a la guerra en el Maestrazgo. De esta manera, una vez tomadas Castellote y Aliaga, los ejércitos liberales se presentaron ante Cantavieja, con el final de la guerra ya inminente.
El comandante recibió órdenes de Cabrera de abandonar la plaza, quemando antes almacenes e instalaciones y volando el almacén de pólvora del castillo. Cantavieja fue finalmente ocupada por las tropas gubernamentales el 11 de mayo de 1840.

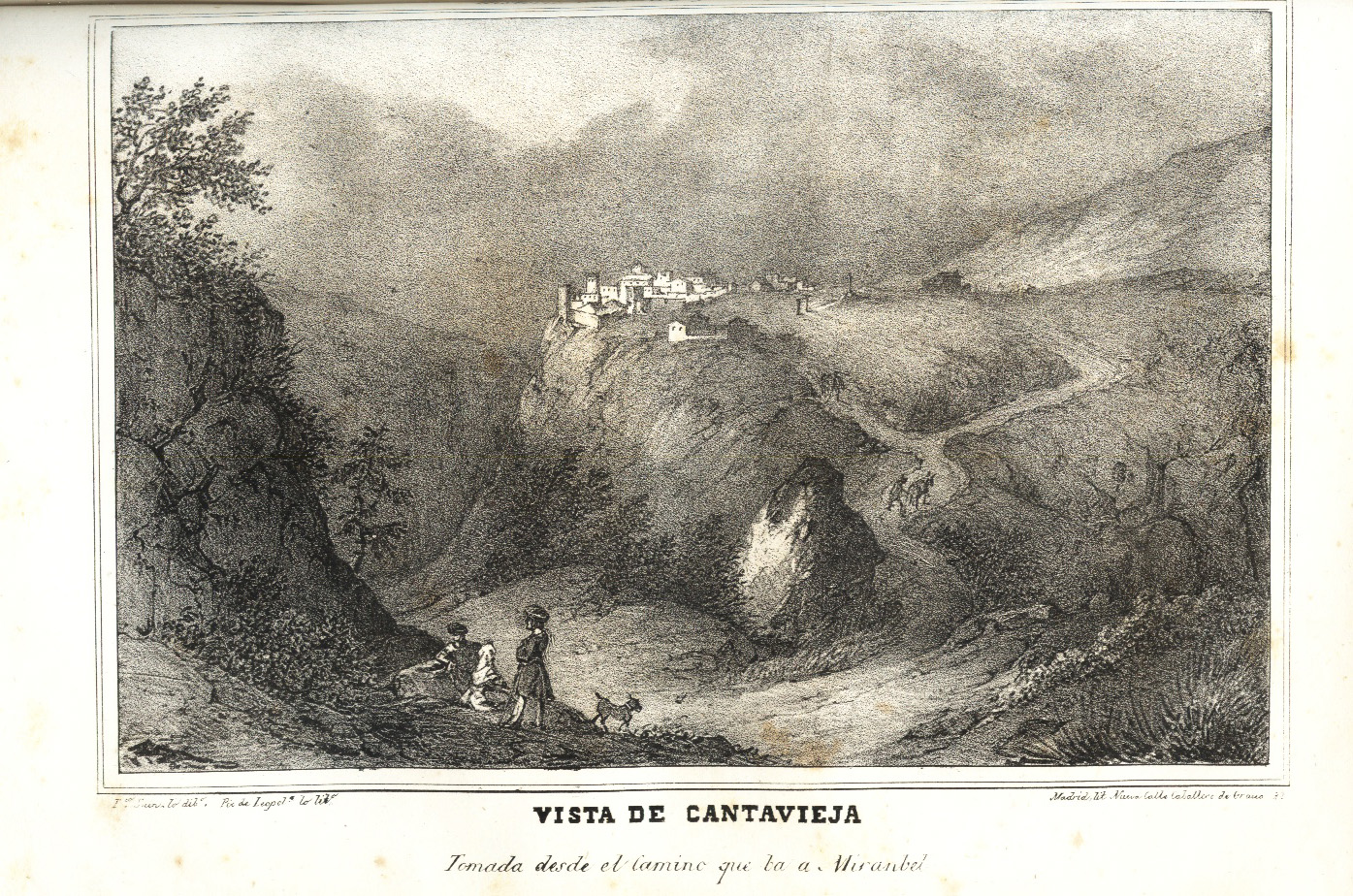
Vista de Cantavieja desde el camino a Mirambel, publicada en 1845

Pascual Madoz, en su Diccionario geográfico-estadístico-histórico de España de 1845, refiere que Cantavieja —«situada en un llano, sobre un peñón fuerte que forma un triángulo casi perfecto»— contaba en esa época con 254 casas en su interior, distribuidas en dos plazas principales y varias calles bien empedradas; sólo 154 de las casas estaban habitadas, ya que las otras 104 se hallaban abandonadas al haber sido quemadas en la contienda carlista.
Años después, durante la tercera guerra carlista, Cantavieja volvió a servir de cuartel al general Marco de Bello. En los inicios del alzamiento de 1872, este militar, comandante general de los carlistas aragoneses, salió a campaña el 24 de abril, pero fue herido y derrotado en Cantavieja. Al año siguiente, volvió a levantarse en armas y convirtió a Cantavieja en la «metrópoli carlista del centro», estableciendo una escuela de cadetes, un taller de reparación de armas y una fábrica de cartuchos en la villa. El ejército liberal, al mando del general Despujols, intentó tomar la población infructuosamente en abril de 1874. A partir de este momento, la táctica de los gubernamentales consistió en ir cercando al ejército carlista desde los fértiles llanos de Castellón hacia las abruptas áreas del Maestrazgo, con el fin de dificultar el abastecimiento de víveres. El asedio definitivo a Cantavieja —último escollo para acabar con la guerra— comenzó en 1875, siendo manifiesta la superioridad militar del ejército liberal. Tras una tenaz resistencia por parte de los defensores, el 6 de julio quedó prisionera toda la guarnición, finalizando con este episodio la última de las guerras carlistas.

### SiglosXXyXXI
Ya en el siglo XX, Cantavieja y el conjunto del Maestrazgo se vieron afectados por la Guerra Civil y la posterior actividad del «maquis».
En 2014 ingresó en la asociación de Los Pueblos Más Bonitos de España. 

## Demografía
Cantavieja cuenta con una población de 719 habitantes (INE 2024).
| Gráfica de evolución demográfica de Cantavieja entre 1842 y 2021                                                    |
| |
| Población de derecho según los censos de población del INE Población de hecho según los censos de población del INE |

Cantavieja tenía 1943 habitantes en 1857, siendo entonces el segundo municipio con más población del partido judicial de Castellote, al cual pertenecía. A lo largo del siglo XX, su población se redujo desde los 1942 habitantes de 1900 a los 759 de 2001. Sin embargo, se observa cierta recuperación en el siglo XXI: en 2011, el municipio contaba con 740 habitantes (INE).

## Economía
Su economía es principalmente agrícola y ganadera, en especial la cría y engorde de cerdos y la recría de ganado lanar y vacuno. La construcción y la explotación de canteras de piedra rústica también son actividades importantes. Entre los productos gastronómicos destacan el jamón con denominación de origen de Teruel y el queso de Tronchón. La gastronomía es rica en platos basados en productos derivados del cerdo y el cordero, abundando los guisos, estofados y platos al horno.

## Administración y política
| Período    | Alcalde                     | Partido      |
| ---------- | --------------------------- | ------------ |
| 1979-1983  | Amador Pascual Altabás Tena | UCD          |
| 1983-1987  |                             |              |
| 1987-1991  |                             |              |
| 1991-1995  |                             |              |
| 1995-1999  |                             |              |
| 1999-2003  |                             |              |
| 2003-2007  |                             |              |
| 2007-2011  | Miguel Ángel Serrano        | PSOE         |
| 2007]-2011 | Miguel Ángel Serrano        | PSOE         |
| 2011-2015  | Ricardo Altabas Tena        | PP de Aragón |
| 2015-2019  | Ricardo Altabas Tena        | PP de Aragón |
| 2019-2023  | Ricardo Altabas Tena        | PP de Aragón |

| Partido político    | Partido político                                   | 2003   | 2007   | 2011   | 2015   | 2019   |
| Partido político    | Partido político                                   | Ediles | Ediles | Ediles | Ediles | Ediles |
|                     | Partido Popular de Aragón (PP)                     | 3      | 3      | 3      | 4      | 4      |
|                     | Partido de los Socialistas de Aragón (PSOE-Aragón) | 2      | 3      | 3      | 2      | 3      |
|                     | Partido Aragonés (PAR)                             | 2      | 1      | 1      | 1      | —      |
| Total de concejales | Total de concejales                                | 7      | 7      | 7      | 7      | 7      |

## Patrimonio

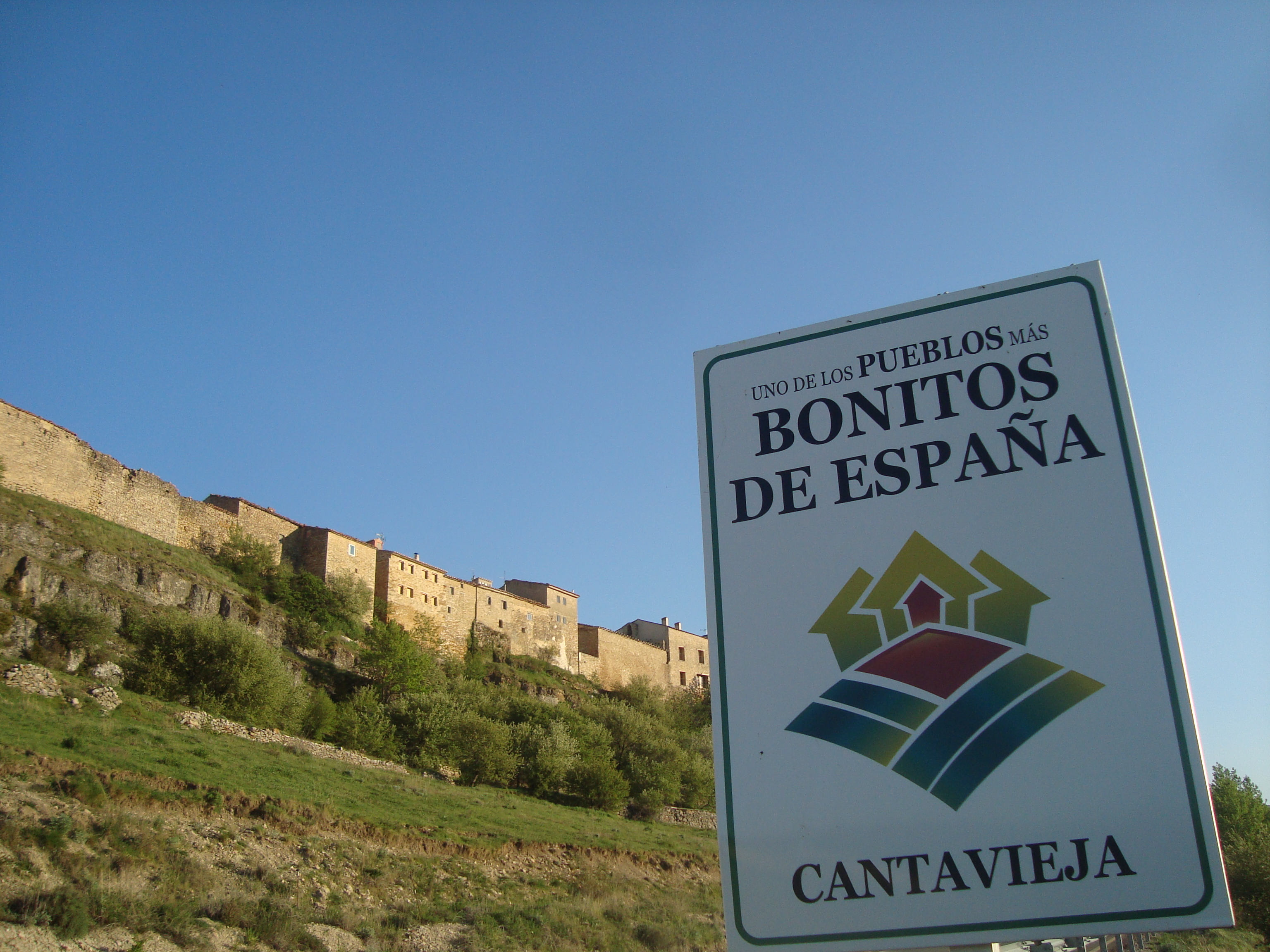
Cantavieja, «uno de los pueblos más bonitos de España»

El antiguo casco urbano de Cantavieja cuenta con una estructura medieval y está declarado conjunto histórico-artístico desde 1981. Destaca la plaza porticada, dedicada a Cristo Rey, donde se levantan los edificios de la iglesia y el Ayuntamiento. 
En enero de 2014, Cantavieja entró a formar parte de la Asociación «Los Pueblos más Bonitos de España», gracias al título obtenido en la Feria Internacional de Turismo de Madrid (FITUR). Este título se hizo oficial el 3 de abril de ese mismo año, siendo incluido dentro de una lista de 24 pueblos españoles que disfrutan de este reconocimiento.

### Patrimonio religioso

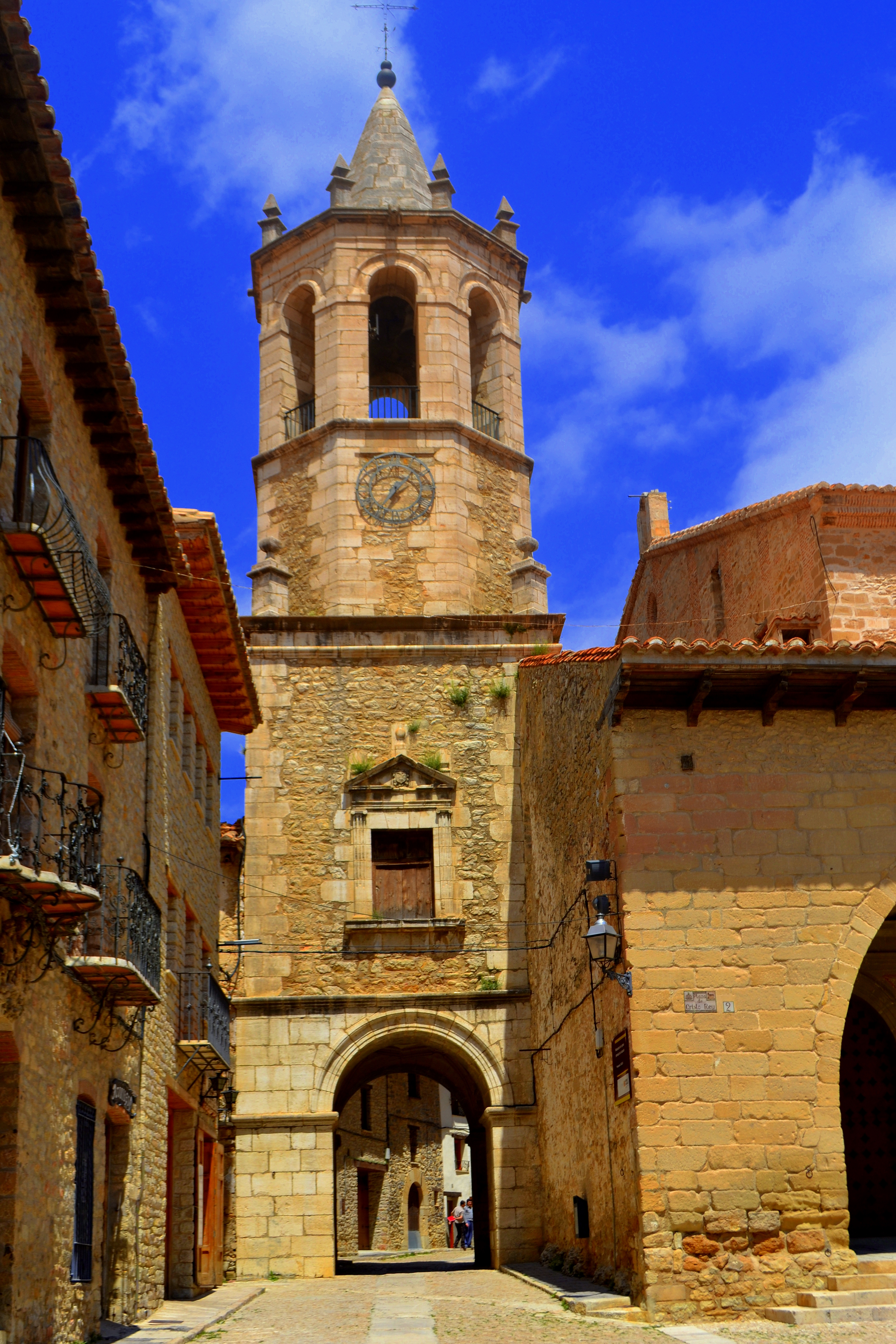
Iglesia de la Asunción, con portada y pórtico góticos, y torre con remate piramidal

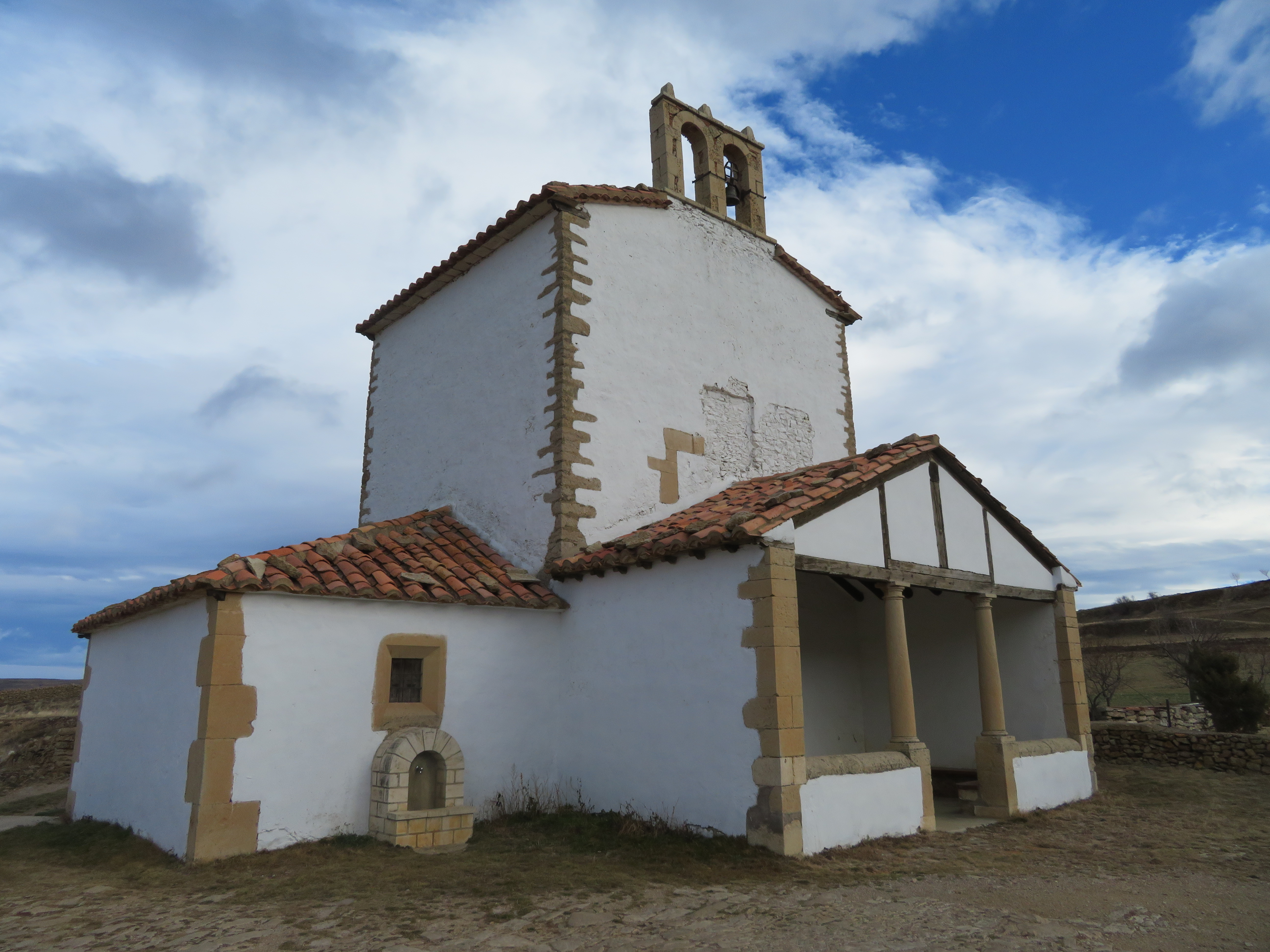
Ermita de San Blas (Cantavieja).

La iglesia parroquial de la Asunción de Nuestra Señora es un templo barroco de gran tamaño construido en mampostería. Tiene tres naves, cubriéndose la central con bóveda de medio cañón con lunetos. La torre se encuentra a los pies y tiene dos cuerpos octogonales superiores con remate piramidal; en los cuerpos inferiores destaca el paso de la calle por debajo de la torre. La iglesia fue ampliada entre 1730 y 1745 sobre un templo medieval anterior, del cual únicamente se conservan, integradas en el templo actual, la torre y la portada lateral.

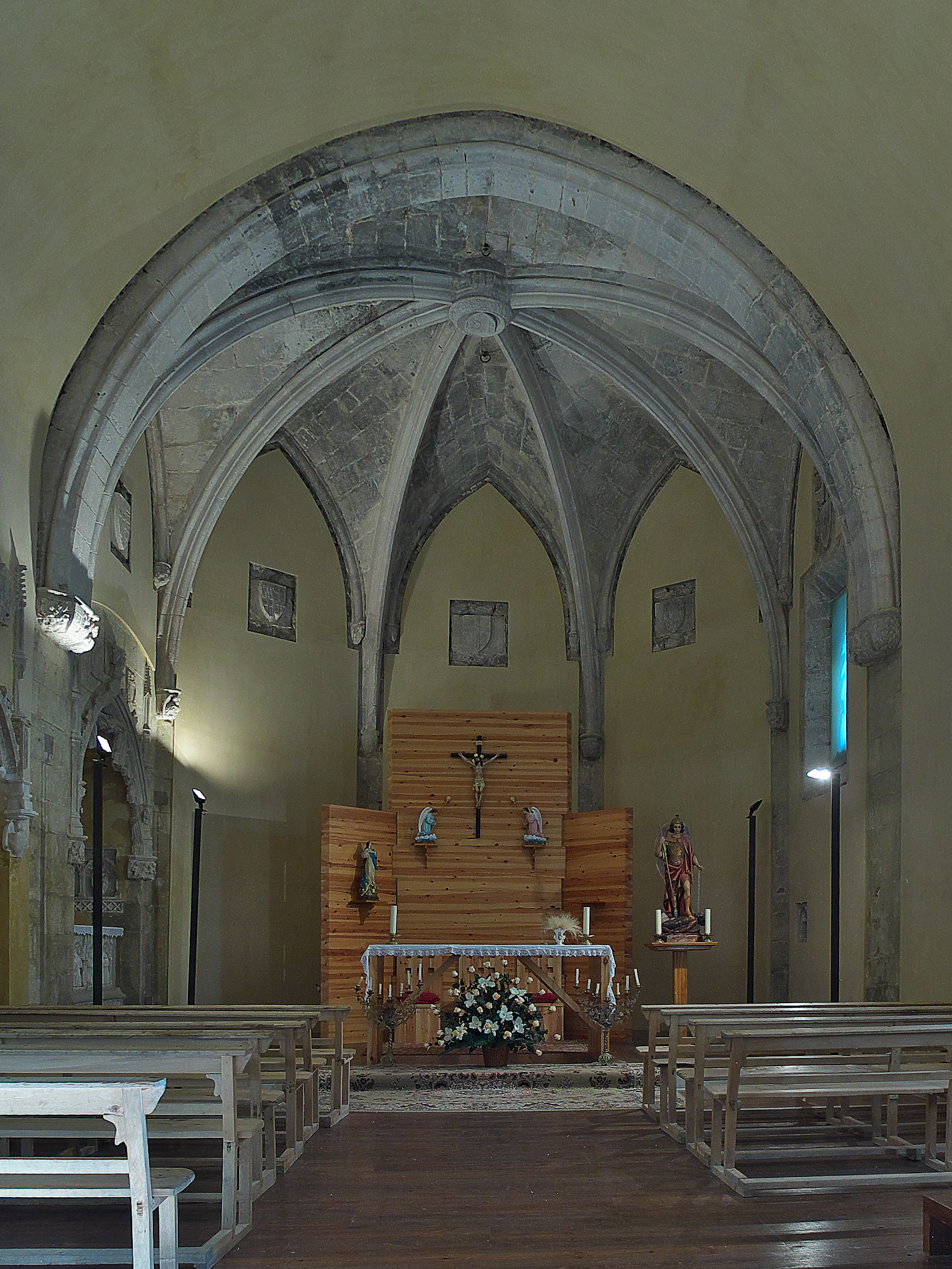
Interior de la iglesia de San Miguel

La iglesia de San Miguel es un edificio construido en el siglo XV en estilo gótico levantino. Consta de una nave única cubierta con bóveda apuntada de sillería. La portada se abre a un atrio formado por tres arcos apuntados. La cabecera de cinco lados se cubre con bóveda de crucería y contiene numerosas marcas de cantero. En el interior destaca el sepulcro de alabastro de Gonzalo de Funes, Bayle de Cantavieja, y Castellán de Amposta, realizado en 1415. Según algunos autores puede ser la tumba del último caballero de la orden.
Existen cinco ermitas en Cantavieja. La más antigua, la de San Juan del Barranco, fue construida en torno a 1420 por orden de Gonzalo de Funes; presenta tipología de nave única con cabecera poligonal de cinco lados y se cubre con bóveda de crucería. La Ermita de la Virgen del Loreto, barroca del siglo XVII, cuenta también con una sola nave, dividida en dos tramos por un arco de medio punto.
Las otras tres ermitas son la de San Blas —construida en 1850 tras la destrucción de la anterior durante las Guerras Carlistas—, la de San Antonio y la de San Cristóbal.

### Patrimonio civil

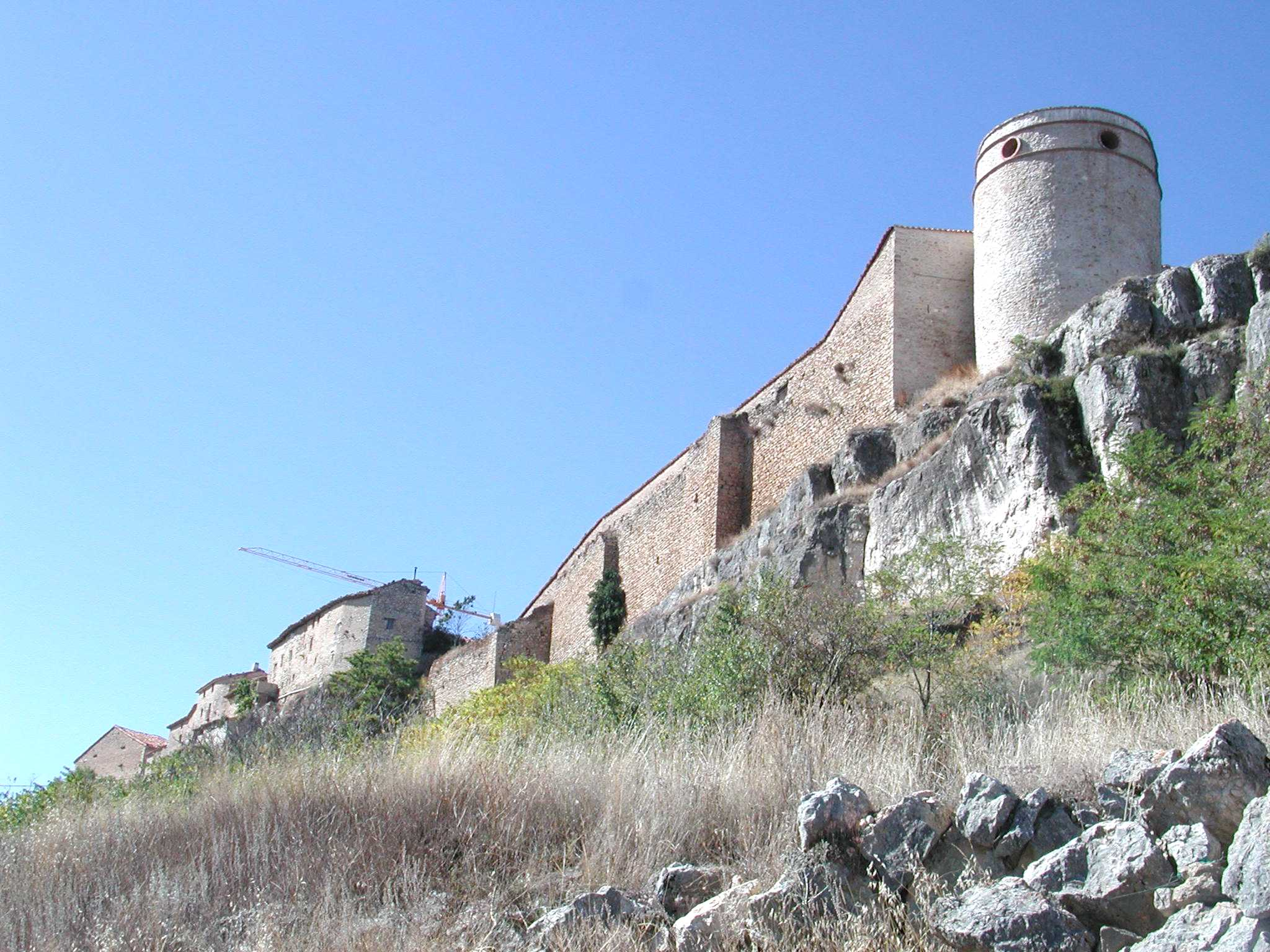
Restos del castillo de Cantavieja, enclave carlista de gran importancia

Los restos del castillo medieval de Cantavieja, al norte de la población, son escasos, ya que sufrió importantes daños durante las Guerras Carlistas. No obstante, aún se conservan extensos lienzos del recinto exterior formado por las murallas de mampostería. En el extremo se alzan los restos de un torreón circular del siglo XIX sobre la base de uno medieval de planta rectangular. Este torreón fue usado como ermita hasta hace pocos años bajo la advocación del Calvario. En el interior del muro que mira a la población están los catorce peirones que forman las estaciones del Vía Crucis.

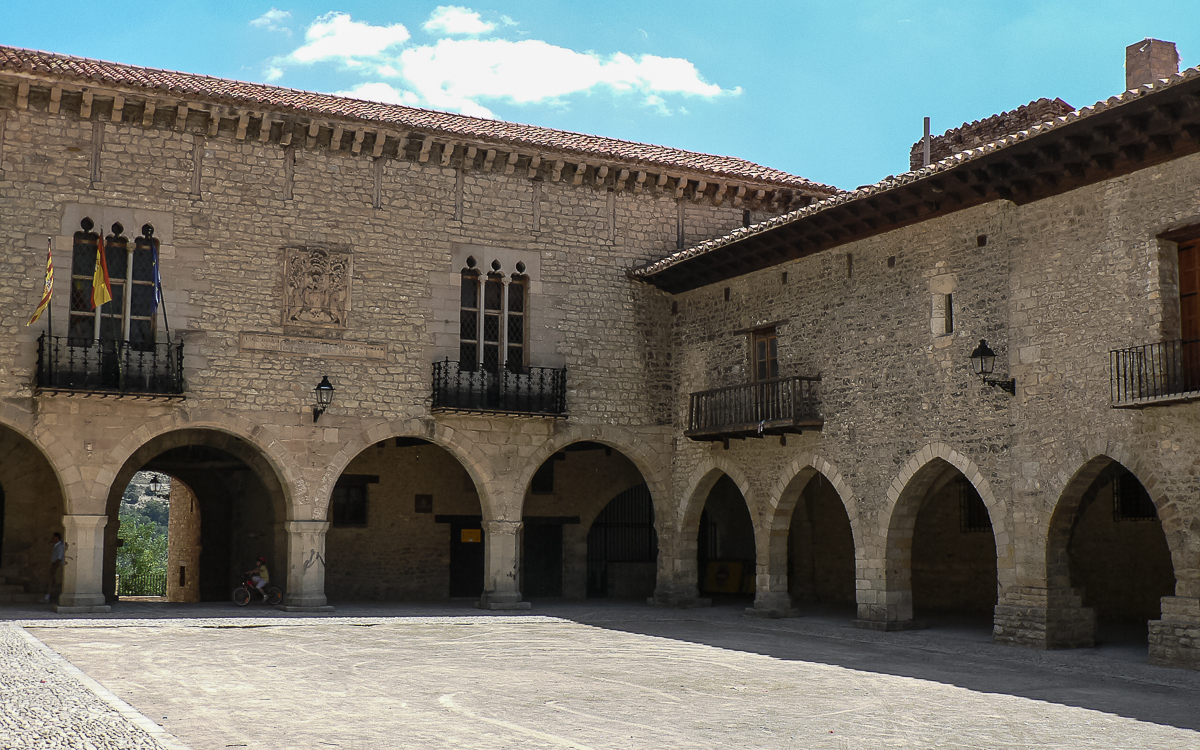
Casa consistorial de Cantavieja

El Ayuntamiento de Cantavieja es una construcción del siglo XVI de mampostería y sillería en las zonas principales. En la fachada se sitúa el escudo de Cantavieja con una inscripción latina. La parte posterior del edificio se abre sobre la muralla. En su salón de actos hay un espléndido artesonado de madera.

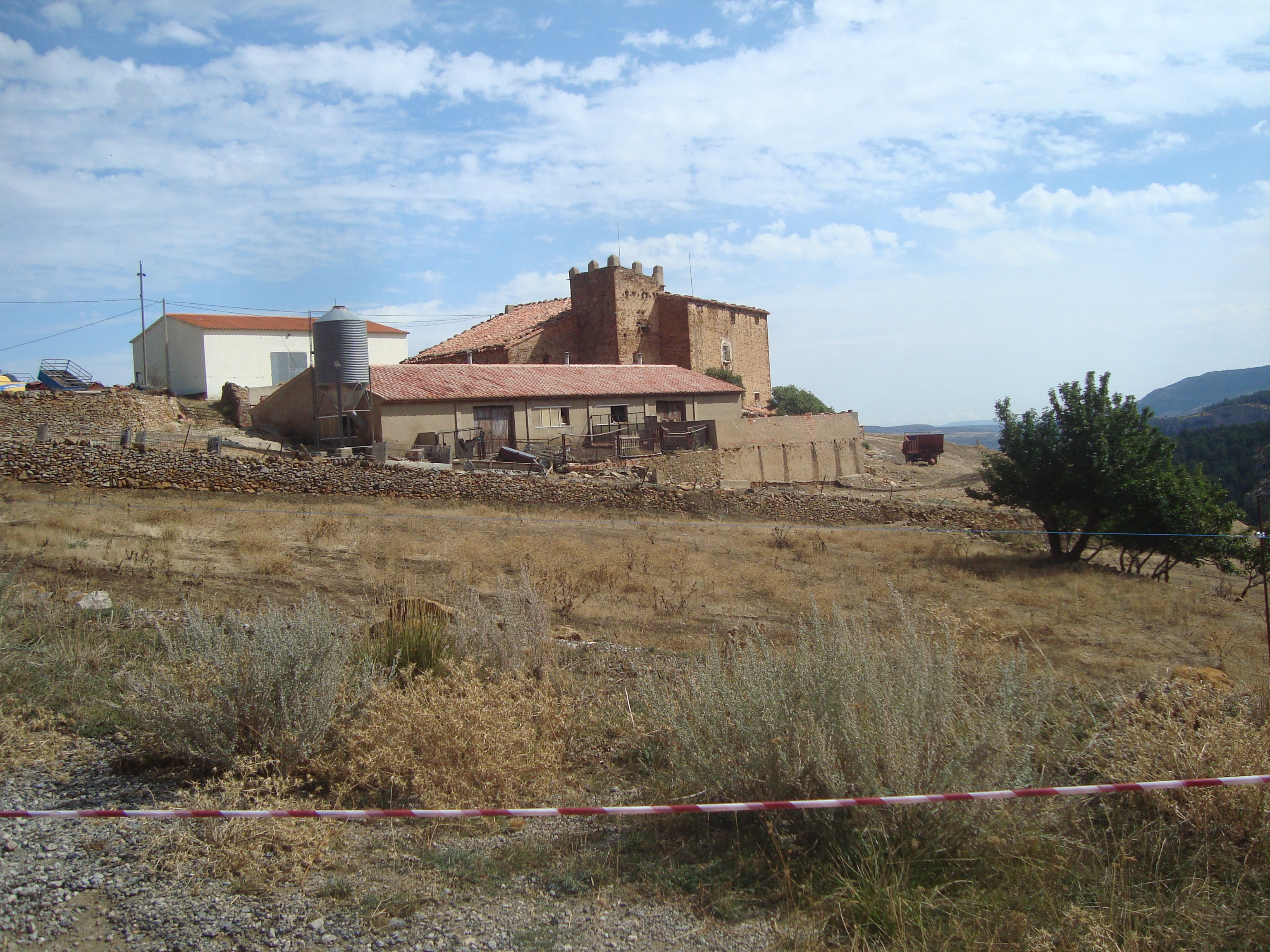
Torre Castellote

Unida al Ayuntamiento, se encuentra la Casa Bayle. Construida en mampostería y sillería en las zonas estructurales, posee tres escudos en las dovelas centrales del arco. La planta alta, en la fachada que da a la plaza Mayor, cuenta con balcones con dintel de madera y rejería de forja.
Otro edificio de interés es el antiguo Hospital de San Roque —adosado a la iglesia de San Miguel—, construido en 1775 en mampostería encalada. Cerca de él, se accede al Mirador de El Portillo, situado sobre la antigua muralla.

### Patrimonio cultural
El Museo de las Guerras Carlistas se ubica en la calle Mayor en una casa del siglo XVII. Muestra la evolución y consecuencias de las guerras carlistas a través de la huella que dejaron en la zona del Maestrazgo.

### Patrimonio natural
El término municipal de Cantavieja contiene un valioso patrimonio natural. Cuenta con tres Lugares de Importancia Comunitaria (LIC) y una Zona de Especial Protección para Aves (ZEPA). El LIC «Muelas y Estrechos del Río Guadalope», al este del término municipal, es un espacio de gran importancia para la fauna y flora por la existencia de cañones fluviokársticos y estrechos valles excavados por la red fluvial, siendo los árboles predominantes el pino negral y albar.
Además, Cantavieja cuenta con tres enclaves singulares de flora catalogados y varios árboles monumentales. Entre estos últimos, cabe destacar el pino de Torre Altaba —ejemplar de Pinus nigra con 1,45 m de diámetro—, y el enebro de Mas de Perales —ejemplar aislado de Juniperus oxicedrus de grandes dimensiones.

## Fiestas
- La festividad de San Antonio Abad tiene lugar el fin de semana más próximo al 17 de enero. Hay misa con bendición de animales y hoguera de San Antonio.
- Semana Santa, el sábado por la noche se coloca la Aleluya.
- La feria de Mayo, el último domingo del mes de mayo.
- El fin de semana más próximo al 17 de junio se celebra San Lamberto.
- El fin de semana más próximo al 10 de julio es la fiesta de San Cristóbal.
- Entre el 22 y 26 de agosto tienen lugar las fiestas patronales en honor a Santa Vicenta Mártir y la Virgen de Loreto.
- El tercer domingo de septiembre se lleva a cabo una tradicional feria comercial y ganadera de origen medieval.[23]
- El primer fin de semana de octubre se celebra la peña taurina.